# 李日章 (明朝)
李日章（1497年—1563年），字尚絅，號海樓，直隸松江府華亭縣人，民籍，明朝政治人物。

## 生平
嘉靖元年（1522年）壬午科應天鄉試第九十二名舉人，二年（1523年）中式癸未科會試第一百九十四名，二甲第一百名進士。旋丁内艰，服闋，授刑部主事，九年升员外郎，尋轉郎中，十年録囚浙江，出為襄陽府知府，調長沙府知府，精通律例，全力抑止府人好誣喜訟惡習，十七年（1538年）二月升山東按察司副使，丁父憂歸，四十二年（1563年）卒。著有《狎鷗亭稿》。

## 家族
曾祖李晟；祖父李枰，壽官；父李霆，號鶴峰，義烏縣訓導。母許氏。具慶下。從兄李諶、李訓，兄李日宣，弟李日就、李日積、李日進。子豫亨、升亨。